# Zagella flavipes
Zagella flavipes är en stekelart som först beskrevs av Girault 1905.  Zagella flavipes ingår i släktet Zagella och familjen hårstrimsteklar. Inga underarter finns listade i Catalogue of Life.